# Киселёв, Виктор Владимирович
Ви́ктор Влади́мирович Киселёв  (13 января 1918, Иркутск — 22 марта 1978, Иркутск) — русский советский прозаик, поэт, детский писатель. Член Союза писателей СССР.

## Биография
Родился 13 января 1918 года в Иркутске. В 1942 году окончил Архангельский лесотехнический институт, работал на лесосплаве. В 1950 году вернулся в Иркутск.
Скончался 22 марта 1978 года. Похоронен в Иркутске на Радищевском кладбище.

## Творчество
Начал печататься в 1942 году. Первые стихи были опубликованы в архангельской газете «Правда Севера», журнале «Север». Печатался  в альманахах «Ангара», «Год тридцать четвёртый», «Новая Сибирь», журналах «Крокодил», «Молодая гвардия», «Огонёк», «Смена», «Сибирские огни», «Свет над Байкалом», газетах «Восточно-Сибирская правда», «Гудок» и других.
Первый сборник стихов «Хороший обычай» вышел в Иркутске в 1958 году.
Автор прозы, стихов, пародий, эпиграмм, приключенческих повестей («Золотой водопад», «На могиле трёх шаманов») и стихов для детей, поэтических переводов с бурятского языка.
Переводил с адыгейского языка стихи поэта Киримизе Жанэ.
Вместе с Анатолием Преловским был составителем первой поэтической летописи БАМа — коллективного сборника стихов «Автограф века».

## Награды
- Нагрудный знак «Отличник советской милиции» — за повесть «На могиле трёх шаманов».
- Лауреат поощрительной премии Всероссийского конкурса на лучшее литературное произведение для детей на темы трудового воспитания и профессиональной ориентации под девизом «Союз Серпа и Молота» — за поэму «Лес идёт» (1974)[2].

## Избранная библиография
- Хороший обычай: Стихи. — Иркутск: Кн. изд-во, 1958. — 120 с. — 2000 экз.
- Корова на колёсах: Стихи для детей. — Иркутск: Вост.-Сиб. кн. изд-во, 1966. — 15 с. — 100000 экз.
- Кордойская быль: Повесть. — М.: Мол. гвардия, 1975. — 143 с. — 100000 экз. — (Честь. Отвага. Мужество)
- Автограф века: Поэты на строительстве Байкало-Амурской магистрали / Составители Киселёв В. В., Преловский А. В. — Иркутск: Вост.-Сиб. кн. изд-во, 1976. — 128 с. — 10000 экз.
- Золотой водопад: Приключенческая повесть. — М.: Мол. гвардия, 1979. — 222 с. — 100000 экз.[3]